# Johann Volprecht Riedesel zu Eisenbach
Johann Volprecht Riedesel Freiherr zu Eisenbach (* 1696; † 13. Oktober 1757) war ein preußischer Generalleutnant und Chef des Infanterieregiments Nr. 41.

## Leben

### Herkunft
Johann Volprecht war der Sohn des Oberst Georg Riedesel Freiherr zu Eisenbach (* 1. Juni 1647; † 19. August 1704) und der Marie von Bodenhausen (1662–1711). Seine Mutter war die Tochter von Bodo von Bodenhausen, Erbherr auf Niedergandern, Burgkemnitz und Neukemnitz, Groß-Ellingen und Rindtorf und Anna Sophia von Koseritz. Am 1. Januar 1687 verkaufte Bodo von Bodenhausen seinem Schwiegersohn Georg Riedesel das Schloss Amönau (damals ein Gutshof), das damit in den Besitz der Familie Riedesel kam.

### Militärkarriere
Riedesel stand zunächst in kurhannöverschen, dann in kaiserlichen Diensten. Er kämpfte am Rhein und nahm an zwei Feldzügen gegen die Osmanen teil. Am 22. April 1737 in der Schlacht bei Grocka kommandierte er sieben Grenadier-Bataillone. Die Schlacht ging verloren, aber Riedesel hielt seine Stellung und Feldmarschall Georg Olivier von Wallis konnte sich dadurch mit den Resten der Armee zurückziehen. Er hoffte auf ein eigenes Regiment, was aber abschlägig beschieden wurde. Daher ging er auf ein Angebot des preußischen Königs Friedrich II. ein und trat der preußischen Armee bei.
Der König kannte den General noch aus dem Rheinfeldzug von 1734. Daher erhielt er bereits am 11. Februar 1741 das erledigte „Füsilier-Regiment Braunschweig-Bevern“. Er konnte sich bereits im Ersten Schlesischen Krieg auszeichnen. Das Bataillon bewachte einen Tross mit der Regimentskasse, als er von den Österreichern unter General Trips eingeschlossen wurde. Man glaubte schon alles verloren, aber der General ließ ein Karree um den Wagen bilden und konnte so die Umzinglung durchbrechen und sich zur Hauptarmee durchschlagen. Der König lobte Riedesel und umarmte ihn öffentlich.
Bei der Belagerung von Brieg war der Generalmajor dann Kommandant der Laufgräben. Im Jahr 1742 machte der König einen Besuch in Wesel und ernannte ihn zum Generalleutnant. 1746 bat Riedesel wegen Erkrankung um seine Entlassung, welche auch gewährt wurde. Aufsehen erregte er noch einmal am 1. Oktober 1752, als er mit Wolf Ludwig von Schlegel in Streit geriet und es zu einem Pistolenduell kam. Er starb schließlich am 13. Oktober 1757.

### Familie
Riedesel heiratete am 5. Februar 1737 Karoline Elisabeth Schenck von Schweinsberg (* 1717; † 1787). Sie war die Tochter von Johann Georg Schenk zu Schweinsberg (1672–1744) und Anna Helene von Wallenstein (1684–1747). Er hatte mit ihr mehrere Kinder, darunter:
- Johann Hermann (* 10. November 1740; † 20. September 1784) ⚭ 1778 Charlotte Marianne von Beeren († 1817), preußische Hofdame
- Helene Elisabeth (* 14. August 1742; † 3. August 1811) ⚭  1762 Oberst August Christoph Graf von Degenfeld-Schonburg (1730–1814), Sohn von General Christoph Martin von Degenfeld-Schonburg

Nach seinem Tod heiratete die Witwe den Geheimrat Johann Wilhelm Riedesel Freiherr zu Eisenbach (* 1705; † 1782), Assessor am Reichskammergericht in Wetzlar.